# Oblivians

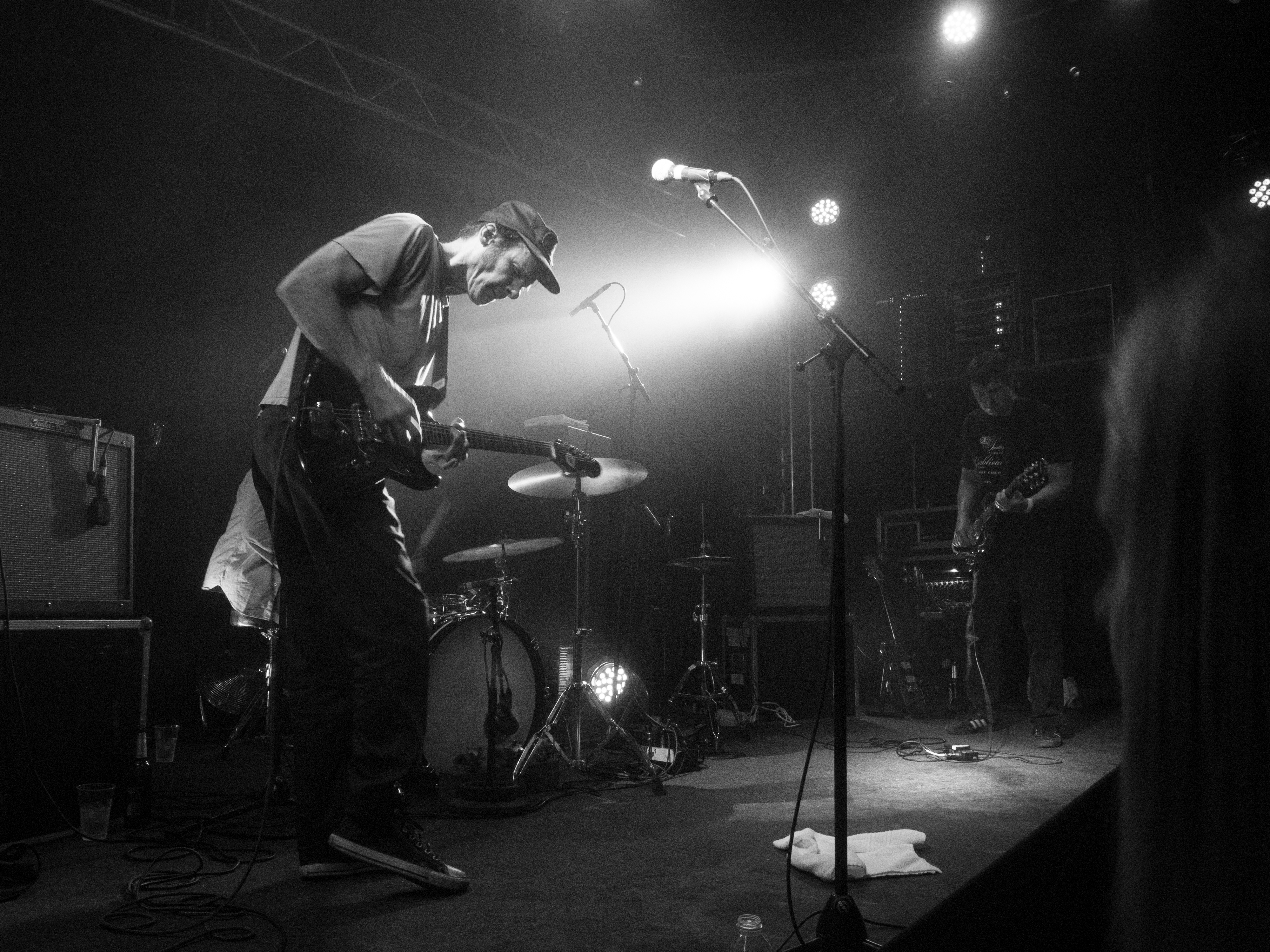
Les Oblivians à Berlin en juillet 2016

Oblivians est un groupe de garage punk américain, originaire de Memphis, dans le Tennessee. Formé en 1993, ses membres, Greg Cartwright, Jack Yarber et Eric Friedl, alternaient les instruments sur scène comme en studio, chacun d'entre eux étant tour à tour chanteur, guitariste et batteur. Ils ont enregistré trois albums. Le groupe se sépare en 1998. Ils se reforment en 2012, et publient un nouvel album, Desperation, le 28 mai 2013 au label In the Red Records.

## Biographie
Oblivians commence à jouer à l'été 1993. Pendant les débuts de leur formation, Greg Cartwright et Jack Yarber sont membres du groupe de garage-rock Compulsive Gamblers ; cependant, avant le départ des autres membres, les deux décident de jouer ensemble une incarnation compacte de leur ancien groupe, recrutant Eric Friedl (employé de Shangri-la Records et futur fondateur de Goner Records) pour former un trio. Le groupe change à plusieurs reprises de nom avant d'adopter Oblivians. Ils sont à l'origine connus sous les noms de PP (acronyme de Pontius Pilate) et Naildrivers. Le nom de PP and the Naildrivers ne dure que pour un concert, et après quelques autres performances sous le nom de Gentlemen of Leisure, les membres décident de se rebaptiser officiellement Oblivians. À partir de cet instant, ils se surnomment tous comme le faisaient les Ramones ; Cartwright devient Greg Oblivian, Yarber devient Jack Oblivian, et Friedl devient Eric Oblivian.
Alors que le groupe commence à jouer plusieurs shows, Friedl envoie des démos dans l'espoir d'attirer l'intérêt d'un label. Le groupe parvient à ouvrir pour le Jon Spencer Blues Explosion, un concert organisé au Maxwell's dans le New Jersey. Le groupe tournera plus tard en Europe, jouant en Allemagne, aux Pays-Bas, en Espagne, en Italie, au Royaume-Uni, et en Suède, voire en Asie, jouant pour Guitar Wolf au Japon.
Le groupe publie son premier album studio, Soul Food, en 1995. Il est enregistré aux Easley Studios de Memphis, dans le Tennessee, et publié par Crypt Records. Il suit d'une collaboration avec Walter Daniels et Monsieur Jeffery Evans sur le vinyle Walter Daniels Plays with Monsieur Jeffrey Evans and The Oblivians at Melissa's Garage, publié la même année. Entre leur premier et second enregistrement, une compilation intitulée Sympathy Sessions est écrite et enregistrée en 1996 aux Easley Studios pour une sortie indépendant au label Sympathy for the Record Industry. L'album comprend leurs deux EP Never Enough et Six of the Best. En 1997, le groupe s'associe à Mr. Quintron pour enregistrer un troisième et dernier album, ...Play 9 Songs with Mr Quintron. En 1998, après cinq ans d'activité, Oblivians se sépare et chaque membre fait son chemin séparément.
En 2008, Greg Cartwright annonce à Goner Records, le retour des Oblivians avec les Gories pour un concert à Détroit, Memphis, et en Europe en 2009. Le 21 février 2012, plusieurs sources indiquent le retour des Oblivians pour un nouvel album chez In the Red Records, que ce dernier confirme sur Twitter. Ils publient un nouvel album, Desperation, le 28 mai 2013 au label In the Red Records. Le 25 février 2017, les Oblivians, Craig Brown Band, Kelley Stoltz et the Mummies jouent un concert gratuit à Détroit.

## Discographie

### Albums studio
- 1996 : Popular Favorites (Crypt, CR-065)
- 1997 : ...Play 9 Songs with Mr Quintron (Crypt, CR-082)
- 2003 : Desperation (In the Red, ITR 238)

### Autres
- 1995 : Soul Food (en) (Crypt, CR-055)
- 1995 : Rock'n Roll Holiday: Live In Atlanta (album live) (Negro Records, 1995, Negro Records 001)
- 1996 : The Sympathy Sessions (Sympathy for the Record Industry, SFTRI 406)
- 1997 : 17 Cum Shots LP (bootleg)
- 1999 : Best Of The Worst: 93-97 (Sympathy for the Record Industry, SFTRI 584)
- 1999 : Melissa's Garage Revisited (Sympathy for the Record Industry, SFTRI 590)
- 2003 : On The Go LP (Goner Records, 12Gone)
- 2009 : Barristers 95 (live) (In the Red, ITR 182)